# Bhattiprolu
Bhattiprolu är en ort i Indien.   Den ligger i distriktet Guntūr och delstaten Andhra Pradesh, i den södra delen av landet, 1 400 km söder om huvudstaden New Delhi. Bhattiprolu ligger 10 meter över havet och antalet invånare är 18 001.
Terrängen runt Bhattiprolu är mycket platt. Runt Bhattiprolu är det tätbefolkat, med 331 invånare per kvadratkilometer. Närmaste större samhälle är Repalle, 10,7 km sydost om Bhattiprolu. Trakten runt Bhattiprolu består till största delen av jordbruksmark.